# 1419 Данциг
1419 Данциг (1419 Danzig) — астероїд головного поясу, відкритий 5 вересня 1929 року.
Тіссеранів параметр щодо Юпітера — 3,576.